# Automatisch (Flemming)
Automatisch is een lied van de Nederlandse zanger Flemming. Het werd in 2022 als single uitgebracht en stond in hetzelfde jaar als zevende track op een titelloos album van de zanger.

## Achtergrond
Automatisch is geschreven door Flemming Viguurs, Marcus Adema, Sander de Bie en Arno Krabman en geproduceerd door Krabman. Het is een lied uit het genre nederpop met effecten uit de funk. Het is een lied dat gaat over dansen en feesten en is zelf ook gemaakt als een dansbaar lied. De zanger omschreef het nummer als "één bom positiviteit". De single heeft in Nederland de dubbelplatina status.
De bijbehorende videoclip is opgenomen in pretpark Walibi Holland. In de clip zijn verschillende dansende personen te zien, waaronder professioneel danser Bas Smit.

## Hitnoteringen
De zanger had succes met het lied in de hitlijsten van Nederland. In de Nederlandse Top 40 kwam het tot de tweede plaats en was het 26 weken te vinden. De piekpositie in de Nederlandse Single Top 100 was de zesde plaats en stond het 73 weken in de lijst.

### NPO Radio 2 Top 2000
| Nummer met noteringen in de NPO Radio 2 Top 2000 | '23  | '24  |
| ------------------------------------------------ | ---- | ---- |
| Automatisch                                      | 1136 | 1308 |

1. ↑  Een vetgedrukt getal geeft de hoogste notering aan.
2. ↑  2023 was het eerste jaar met een notering voor dit nummer.